# Goblin (serie de televisión)
Goblin (en hangul, 도깨비; romanización revisada, Dokkaebi), también conocida en español como El guardián: El dios solitario y grande, (hangul: 쓸쓸하고 찬란하神 – 도깨비, rr: Sseulsseulhago Chanlanhasin – Dokkaebi) es una serie de televisión surcoreana de drama romántico y fantasía, transmitida por TVN desde el 2 de diciembre de 2016 hasta el 21 de enero de 2017, protagonizada por Gong Yoo, Kim Go-eun, Lee Dong Wook, Yoo In-na y Yook Sungjae.
El episodio final marcó un 18.68 % de audiencia a nivel nacional, haciendo de la serie la segunda mejor valorada emitida en un canal de cable en la historia televisiva surcoreana, detrás de Reply 1988. Recibió la aclamación de la crítica y se convirtió en un fenómeno cultural en Corea del Sur.

## sinopsis
Kim Shin es un guerrero invencible y un general asignado del antiguo reino de Goryeo. Sin embargo, cuando regresó de la batalla fue traicionado por el joven Rey, que por las influencias de su consejero real, manda a asesinar a Kim Shin. El muere a causa de su propia espada, pero le fue dada una segunda oportunidad de vivir. Sin embargo, pronto encuentra que es una maldición, ya que esto significaba ver morir a todos los que ama, sin olvidar ninguna de esas muertes. La única persona que podría sacar la espada de su cuerpo y dejarlo por fin descansar en paz, es una chica misteriosa, que puede ver fantasmas y que solo se conoce como la novia del Ser Inmortal.

## Reparto

### Personajes principales
- Gong Yoo como Kim Shin.[6][7]
- Kim Go-eun como Ji Eun-tak.[8](19 años)referencia a la fecha en la que cumple 19 nacida en (8/11/91)
  - Han Seo-jin como Eun-tak (joven).
- Lee Dong-wook como un ángel de la muerte, es la reencarnación del Rey Wang Yeo.[9][10]
- Yoo In-na como Sunny, es la reencarnación de la Reina Kim Sun, así como la hermana menor de Shin y esposa de Yeo (Ángel de la Muerte).[11]
- Yook Sung-jae como Yoo Deok-hwa.[11][12]
  - Jung Ji-hoon como Deok-hwa (joven).

### Personajes secundarios
- Kim Byung-cheol como Park Joong-heon.
- Lee El como Samshin.
- Kim Sung-kyum como Yoo Shin-woo.
- Yeom Hye-ran como Ji Yeon-sook.
- Jung Young-ki como Park Kyung-shik.
- Choi Ri como Park Kyung-mi.
- Cho Woo-jin como Kim Do-young.
- Kim So-ra como Lee Jung-hwa.
- Kim Ki-doo como una de las parcas júnior.
- Choi Woong como una de las parcas júnior de Wang Yeo.

### Otros personajes
- Lee Seul-bi como la mujer vanidosa en el café.
- Kim Hye-yoon como versión joven de una anciana viuda. (ep. #15)
- Kim Hyun-mok
- Park Kyung-hye como una fantasma virgen.
- Park Se-wan como un fantasma.[13]
- Ko Bo-kyul como Kim Yoo-na.[14]
- Yoon Kyung-ho como Kim Woo-shik.[15]

### Apariciones especiales
- Kim Min-jae como Wang Yeo. (ep. 1, 7, 8, 9, 10, 11, 12, 13)[16]
- Kim So Hyun como la Reina Kim Sun, la esposa de Wang Yeo y hermana de menor de Kim Shin. (ep. 1, 7, 8, 9, 10, 11, 12, 13)[17]
- Nam Da-reum como Kim Soo-bok.
- Kim Nam-hee como Choi Young-jae/médico de urgencias (ep. 3)[18]
- Jung Hae-in como Choi Tae-hee. (ep. 7, 8)[19]
- Lee Kyoo-hyung como el esposo de Lee Jung-hwa (ep. 11)

## Producción

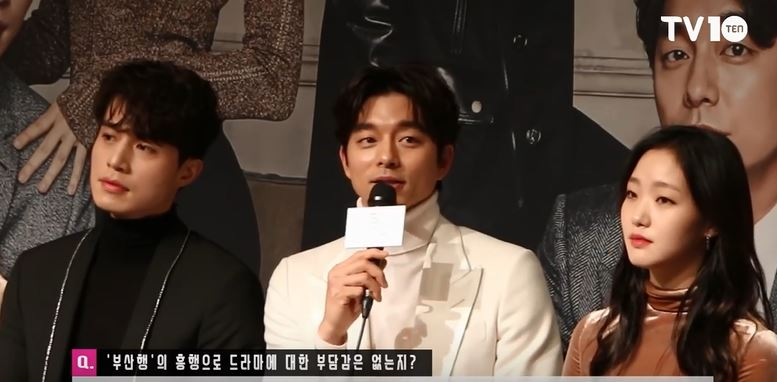
Lee, Gong y Kim en la rueda de prensa del drama en noviembre de 2016

La serie fue escrita por Kim Eun-sook, quien también estuvo tras las populares series Jardín secreto (2010), The Heirs (2013) y Descendientes del sol (2016). Goblin  fue su segunda colaboración con el director Lee Eun Bok luego de trabajar juntos en  Descendientes del sol.
La primera lectura del guion se llevó a cabo en Nuri Dream Square en Sangam-dong, Seúl, Corea del Sur, el 30 de agosto de 2016. Las escenas de recuerdo de la era Goryeo fueron filmadas en Gimje, provincia de Jeolla del Norte el 22 de septiembre para las escenas en el campo de batalla, mientras que las escenas del palacio fueron grabadas en el parque temático Naju Image T, los exteriores de la casa del Goblin y la parca se filmaron en la antigua casa Western de Unhyeongung, las interiores en la Universidad para mujeres Duksung (utilizada como oficina administrativa).
Las filmaciones en el extranjero tomaron principalmente lugar en la ciudad de Quebec, Canadá durante octubre de ese mismo año, mostrando locaciones tales como Château Frontenac, Parc du Bastion-de-la-Reine (el cementerio de la familia Yoo), Petit Champlain (entrada del Goblin a Canadá), y el Fontaine de Tourny. La puerta roja que es realmente una salida de emergencia del Théâtre Petit Champlain, y otros sitios en la ciudad de Quebec asociados con la serie empezaron a atraer a una gran cantidad de fanes del drama. El equipo fue premiado con vacaciones en Phuket, Tailandia, después de finalizar el drama.

## Banda sonora original
OST Parte 1
| N.º | Título                 | Artista               | Duración |  |
| 1.  | «Stay with Me»         | Chanyeol (EXO), Punch | 03:13    |  |
| 2.  | «Stay With Me» (Inst.) |                       | 03:13    |  |

OST Parte 2
| N.º | Título                     | Artista | Duración |  |
| 1.  | «My Eyes» (내 눈에만 보여) | 10cm    | 02:37    |  |
| 2.  | «My Eyes» (Inst.)          |         | 02:37    |  |

OST Parte 3
| N.º | Título | Artista     | Duración |  |
| 1.  | «Hush» | Lasse Lindh | 04:20    |  |

OST Parte 4
| N.º | Título              | Artista | Duración |  |
| 1.  | «Beautiful»         | Crush   | 3:48     |  |
| 2.  | «Beautiful» (Inst.) |         | 3:48     |  |

OST Parte 5
| N.º | Título                              | Artista  | Duración |  |
| 1.  | «You Are So Beautiful» (이쁘다니까) | Eddy Kim | 03:16    |  |
| 2.  | «You Are So Beautiful» (Inst.)      |          | 03:16    |  |

OST Parte 6
| N.º | Título                | Artista | Duración |  |
| 1.  | «Who Are You»         | Sam Kim | 04:16    |  |
| 2.  | «Who Are You» (Inst.) |         | 04:16    |  |

OST Parte 7
| N.º | Título               | Artista        | Duración |  |
| 1.  | «I Miss You»         | Soyou (Sistar) | 02:50    |  |
| 2.  | «I Miss You» (Inst.) |                | 02:50    |  |

OST Parte 8
| N.º | Título               | Artista      | Duración |  |
| 1.  | «First Snow» (첫 눈) | Jung Joon-il | 04:57    |  |
| 2.  | «First Snow» (Inst.) |              | 04:57    |  |

OST Parte 9
| N.º | Título                                                          | Artista | Duración |  |
| 1.  | «I Will Go to You Like the First Snow» (첫눈처럼 너에게 가겠다) | Ailee   | 03:50    |  |
| 2.  | «I Will Go to You Like the First Snow» (Inst.)                  |         | 03:50    |  |

OST Parte 10
| N.º | Título         | Artista      | Duración |  |
| 1.  | «Wish» (소원)  | Urban Zakapa | 03:56    |  |
| 2.  | «Wish» (Inst.) |              | 03:56    |  |

OST Parte 11
| N.º | Título             | Artista                   | Duración |  |
| 1.  | «And I'm Here»     | Kim Kyung-hee (April 2nd) | 04:08    |  |
| 2.  | «Winter is Coming» | Han Soo-ji                | 02:30    |  |
| 3.  | «Stuck In Love»    | Kim Kyung-hee (April 2nd) | 02:39    |  |

OST Parte 12
| N.º | Título           | Artista                            | Duración |  |
| 1.  | «HEAVEN»         | Roy Kim, Kim EZ (GGot Jam Project) | 04:20    |  |
| 2.  | «HEAVEN» (Inst.) |                                    | 04:20    |  |

OST Parte 13
| N.º | Título         | Artista | Duración |  |
| 1.  | «LOVE»         | Mamamoo | 02:58    |  |
| 2.  | «LOVE» (Inst.) |         | 02:58    |  |

OST Parte 14
| N.º | Título                    | Artista            | Duración |  |
| 1.  | «Round and Round»         | Heize y Han Soo-ji | 03:22    |  |
| 2.  | «Round and Round» (Inst.) |                    | 03:22    |  |

### Controversia
Hubo controversia alrededor del estreno de la canción “Round and Round” la cual originalmente, fue interpretada por Han Soo-ji. Sin embargo, cuando fue liberada oficialmente Han fue meramente un detalle en la canción, interpretada por Heize. Esto causó molestia entre los admiradores. CJ E&M publicó una disculpa oficial, diciendo que Han fue firmada para grabar solo los primeros 50 segundos de la canción. Pero el autor de la misma, Nam Hye-seung, requirió desde el inicio que la canción completa fuese interpretada por otra vocalista.

## Recepción

### Audiencia
En azul la audiencia más baja y en rojo la más alta, correspondientes a las empresas medidoras TNms y AGB Nielsen a nivel nacional durante los 16 episodios emitidos desde el 2 de diciembre de 2016 hasta el 21 de enero de 2017 y los tres episodios especiales. De los cuales, únicamente los capítulos 15 y 16 fueron transmitidos en la misma noche el 21 de enero de 2017. Asimismo, esta serie fue emitida por TVN que es un canal de cable que normalmente tiene un público relativamente menor en comparación con las emisoras de televisión terrestres.
| Ep. #    | Fecha de estreno        | Cuota de pantalla nacional | Cuota de pantalla nacional | Cuota de pantalla nacional |
| Ep. #    | Fecha de estreno        | AGB Nielsen                | TNmS                       |                            |
| -------- | ----------------------- | -------------------------- | -------------------------- | -------------------------- |
| 1        | 2 de diciembre de 2016  | 6.3 %                      | 6.7 %                      |                            |
| 2        | 3 de diciembre de 2016  | 7.9 %                      | 8.1 %                      |                            |
| 3        | 9 de diciembre de 2016  | 12.4 %                     | 12.0 %                     |                            |
| 4        | 10 de diciembre de 2016 | 11.3 %                     | 12.7 %                     |                            |
| 5        | 16 de diciembre de 2016 | 11.5 %                     | 14.0 %                     |                            |
| 6        | 17 de diciembre de 2016 | 11.6 %                     | 13.0 %                     |                            |
| 7        | 23 de diciembre de 2016 | 12.2 %                     | 13.5 %                     |                            |
| 8        | 24 de diciembre de 2016 | 12.34 %                    | 11.6 %                     |                            |
| 9        | 30 de diciembre de 2016 | 12.9 %                     | 14.6 %                     |                            |
| 10       | 31 de diciembre de 2016 | 12.7 %                     | 13.3 %                     |                            |
| 11       | 6 de enero de 2017      | 13.8 %                     | 14.8 %                     |                            |
| 12       | 7 de enero de 2017      | 13.7 %                     | 14.6 %                     |                            |
| 13       | 13 de enero de 2017     | 14.2 %                     | 15.3 %                     |                            |
| 14       | 20 de enero de 2017     | 16.0 %                     | 16.3 %                     |                            |
| 15       | 21 de enero de 2017     | 16.9 %                     | 19.6 %                     |                            |
| 16       | 21 de enero de 2017     | 18.6 %                     | 19.6 %                     |                            |
| Promedio | Promedio                | 12.9 %                     | 13.7 %                     |                            |
| E1       | 14 de enero de 2017     | 9.4 %                      | 9.1 %                      |                            |
| E2       | 3 de febrero de 2017    | 3.6 %                      | 3.9 %                      |                            |
| E3       | 4 de febrero de 2017    | 4.0 %                      | 4.2 %                      |                            |

### Premios y nominaciones
| Año  | Premio                                | Categoría                                         | Nominado                               | Resultado |
| ---- | ------------------------------------- | ------------------------------------------------- | -------------------------------------- | --------- |
| 2017 | First Brand Awards                    | Premio especial                                   | Goblin                                 | Ganador   |
| 2017 | 11th Korean Cable TV Awards           | Mejor drama                                       | Goblin                                 | Ganador   |
| 2017 | 11th Korean Cable TV Awards           | Mejor banda sonora                                | «I Will Go to You Like the First Snow» | Ganador   |
| 2017 | 11th Korean Cable TV Awards           | Premio a la estrella prometedora                  | Yook Sung Jae                          | Ganador   |
| 2017 | 11th Korean Cable TV Awards           | Transmisión en VOD                                | Goblin                                 | Ganador   |
| 2017 | 5th Annual DramaFever Awards          | Mejor actor                                       | Gong Yoo                               | Ganador   |
| 2017 | 5th Annual DramaFever Awards          | Mejor actor secundario                            | Lee Dong Wook                          | Ganador   |
| 2017 | 5th Annual DramaFever Awards          | Mejor actriz secundaria                           | Yoo In Na                              | Ganadora  |
| 2017 | 5th Annual DramaFever Awards          | Mejor pareja                                      | Gong Yoo y Kim Eun Sook                | Ganadores |
| 2017 | 5th Annual DramaFever Awards          | Mejor melodrama                                   | Goblin                                 | Ganador   |
| 2017 | 53rd Baeksang Arts Awards             | Gran premio                                       | Kim Eun Sook                           | Ganador   |
| 2017 | 53rd Baeksang Arts Awards             | Mejor drama                                       | Goblin                                 | Nominado  |
| 2017 | 53rd Baeksang Arts Awards             | Mejor director                                    | Lee Eung Bok                           | Nominado  |
| 2017 | 53rd Baeksang Arts Awards             | Mejor guion                                       | Kim Eun Sook                           | Nominado  |
| 2017 | 53rd Baeksang Arts Awards             | Mejor actor                                       | Gong Yoo                               | Ganador   |
| 2017 | 53rd Baeksang Arts Awards             | Mejor actriz                                      | Kim Eun Sook                           | Ganador   |
| 2017 | 12th Asia Model Awards                | Banda sonora asiática de popularidad              | «Stay With Me»                         | Ganador   |
| 2017 | Brand of the Year Awards              | Actor del año                                     | Gong Yoo                               | Ganador   |
| 2017 | 12th Seoul International Drama Awards | Banda sonora sobresaliente de un drama coreano    | «I Will Go to You Like the First Snow» | Ganadora  |
| 2017 | 1st Soribada Best K-Music Awards      | Mejor banda sonora Hallyu                         | «I Will Go to You Like the First Snow» | Ganador   |
| 2017 | 10th Korea Drama Awards               | Mejor drama                                       | Goblin                                 | Ganador   |
| 2017 | 10th Korea Drama Awards               | Mejor director de producción                      | Lee Eung Bok                           | Nominado  |
| 2017 | 10th Korea Drama Awards               | Mejor guion                                       | Kim Eun Sook                           | Nominada  |
| 2017 | 10th Korea Drama Awards               | Premio a la alta excelencia, actor                | Lee Dong Wook                          | Nominado  |
| 2017 | 10th Korea Drama Awards               | Premio a la alta excelencia, actriz               | Kim Go Eun                             | Nominada  |
| 2017 | 10th Korea Drama Awards               | Premio a la excelencia, actriz                    | Yoo In Na                              | Nominada  |
| 2017 | 10th Korea Drama Awards               | Mejor nuevo actor                                 | Yook Sung Jae                          | Ganador   |
| 2017 | 10th Korea Drama Awards               | Mejor banda sonora                                | «Beautiful» de Crush                   | Nominado  |
| 2017 | 10th Korea Drama Awards               | Mejor banda sonora                                | «I Miss You» de Soyou                  | Nominado  |
| 2017 | 10th Korea Drama Awards               | Premio a la estrella del año                      | Yook Sung Jae                          | Ganador   |
| 2017 | 10th Korea Drama Awards               | Premio al personaje popular                       | Kim Byung-chul                         | Ganador   |
| 2017 | 10th Korea Drama Awards               | Premio al personaje popular                       | Park Kyung Hye                         | Ganadora  |
| 2017 | 3rd Fashionista Awards                | Icono global                                      | Lee Dong Wook                          | Nominado  |
| 2017 | 3rd Fashionista Awards                | Mejor fashionista – División de televisión y cine | Gong Yoo                               | Nominado  |
| 2017 | 3rd Fashionista Awards                | Mejor fashionista – División de televisión y cine | Yoo In Na                              | Nominado  |
| 2017 | 2nd Asia Artist Awards                | Premio a la mejor banda sonora                    | «I Will Go to You Like the First Snow» | Ganadora  |
| 2017 | 22nd Asian Television Awards          | Mejor serie de drama                              | Goblin                                 | Nominado  |
| 2017 | 19th Mnet Asian Music Awards          | Mejor banda sonora                                | «Stay With Me» de Chanyeol y Punch     | Nominado  |
| 2017 | 19th Mnet Asian Music Awards          | Mejor banda sonora                                | «Beautiful» de Crush                   | Nominado  |
| 2017 | 19th Mnet Asian Music Awards          | Mejor banda sonora                                | «I Will Go to You Like the First Snow» | Ganador   |
| 2017 | 9th Melon Music Awards                | Canción del año                                   | «I Will Go to You Like the First Snow» | Nominado  |
| 2017 | 9th Melon Music Awards                | Premio a la mejor banda sonora                    | «I Will Go to You Like the First Snow» | Ganador   |
| 2017 | 9th Melon Music Awards                | Estrella candente Kakao                           | «I Will Go to You Like the First Snow» | Nominado  |
| 2017 | 9th Melon Music Awards                | Estrella candente Kakao                           | «Beautiful» de Crush                   | Nominado  |

## Emisión internacional
- Camboya: Town TV (2017).
- Filipinas: ABS-CBN (2017).
- Hong Kong: Now Entertainment y Fantastic TV Channel 77 (2017).
- Indonesia: GTV (2017).
- Japón: Mnet Japan (2017).
- Perú: Willax (2020, 2021).
- Singapur: Oh!K (2016) y Channel U (2017).
- Tailandia: True4U (2017).
- Taiwán: Star Entertainment Channel (2017), Star Chinese Channel (2017), Fox Taiwan (2017) y TTV (2017-2018).
- Netflix (2020).
- HBO Max (2023).
- Chile: ETC (2021).
- Ecuador: Teleamazonas (2023).
- México: Canal 5 (2025)